# Dobrich
Dobrich (del búlgaro: Добрич) es una ciudad situada en el nordeste de Bulgaria, capital de la provincia homónima. Es la octava más poblada del país.

## Geografía
Históricamente el centro de la región de la Dobruja del Sur, y está situada a 30 km de la costa del mar Negro, no lejos de centros turísticos como Albena, Balchik y Arenas Doradas.
La ciudad constituye por sí misma uno de los municipios de la provincia. Es además la capital del vecino municipio de Dobrichka, que agrupa a los pueblos que la rodean.
Dobrich Knoll en la isla Livingston en las islas Shetland del Sur de la Antártida recibe su nombre de Dobrich. 

## Historia

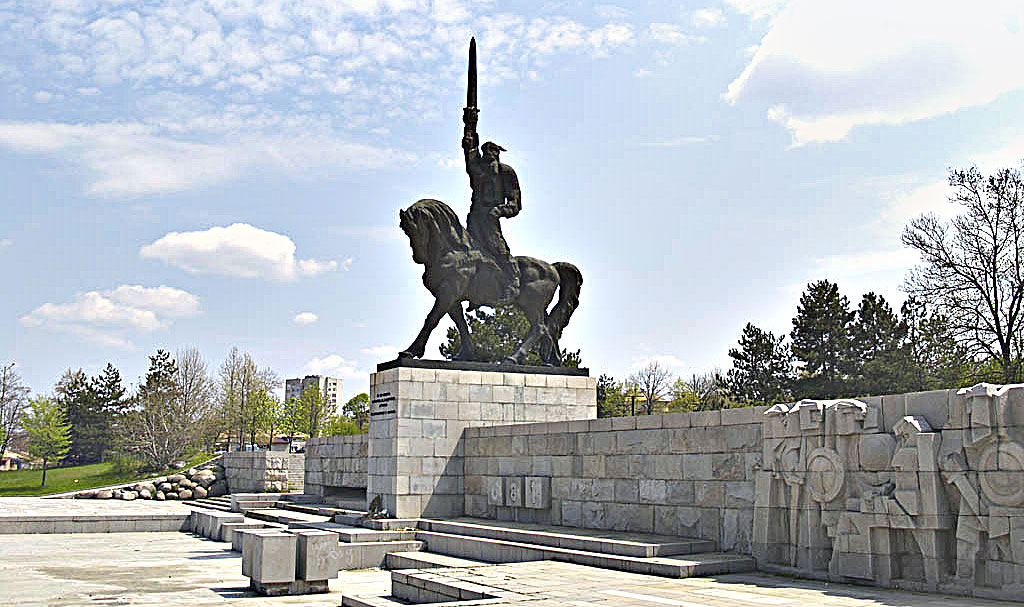
Monumento al Khan Asparuh (reinó entre 668-695) al que se atribuye la formación del Primer Imperio de Bulgaria en el año 681.

Las primeras evidencias de asentamientos humanos en el territorio actual de Dobrich se remontan a los siglos IV y III a. C. También se han encontrado yacimientos de los siglos VII-XI d. C., incluyendo una necrópolis búlgara pagana en el centro de la ciudad.
Durante el siglo XI las invasiones de los pechenegos devastaron el interior de Dobruja despoblando muchas asentamientos de la zona durante la época del Segundo Imperio búlgaro.
El asentamiento fue fundado por segunda vez en el siglo XVI por el mercader turco Hacıoğlu Pazarcık, y la nueva ciudad llevó su nombre hasta 1882. Según un informe turco de 1646-1650, durante esa misma época había unas mil casas en la ciudad, cien tiendas, tres posadas, tres baños turcos, doce mezquitas y doce escuelas.

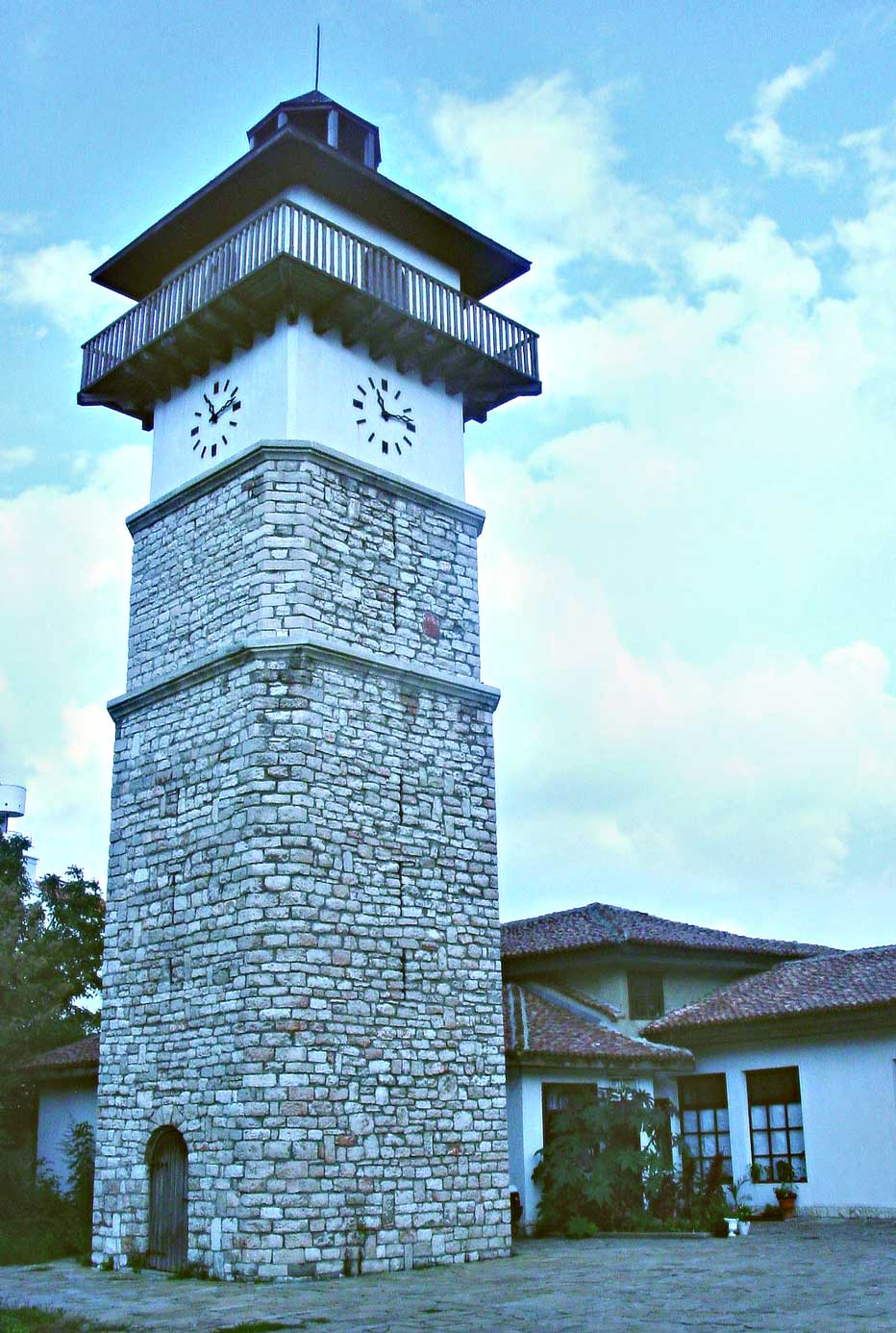
La torre del reloj en la "Vieja Dobrich"

Entre los siglos XVII y XIX la ciudad se desarrolló como un centro artesanal, comercial y agrícola, destacado por sus tejidos, sastrería, comercio de cobre y cuero, así como productos agrícolas como el trigo, el lino, la lana y el queso.
A comienzos del siglo XIX la ciudad había alcanzado los 12 000 habitantes, muchos de los cuales eran refugiados procedentes del este de Bulgaria tras las guerras entre Rusia y el Imperio otomano. La ciudad también comenzó a formar su imagen cultural. La primera iglesia ortodoxa fue construida en 1843.
Durante el período de formación del estado moderno de Bulgaria, la ciudad dejó de formar parte del dominio otomano el 27 de enero de 1878 y se rebautizó como Dobrich en febrero de 1882, a partir del nombre de Dobrotitsa, un gobernante medieval de Dobruja. El cambio de nombre fue formalizado por un decreto del knyaz (príncipe) Alejandro I de Bulgaria.

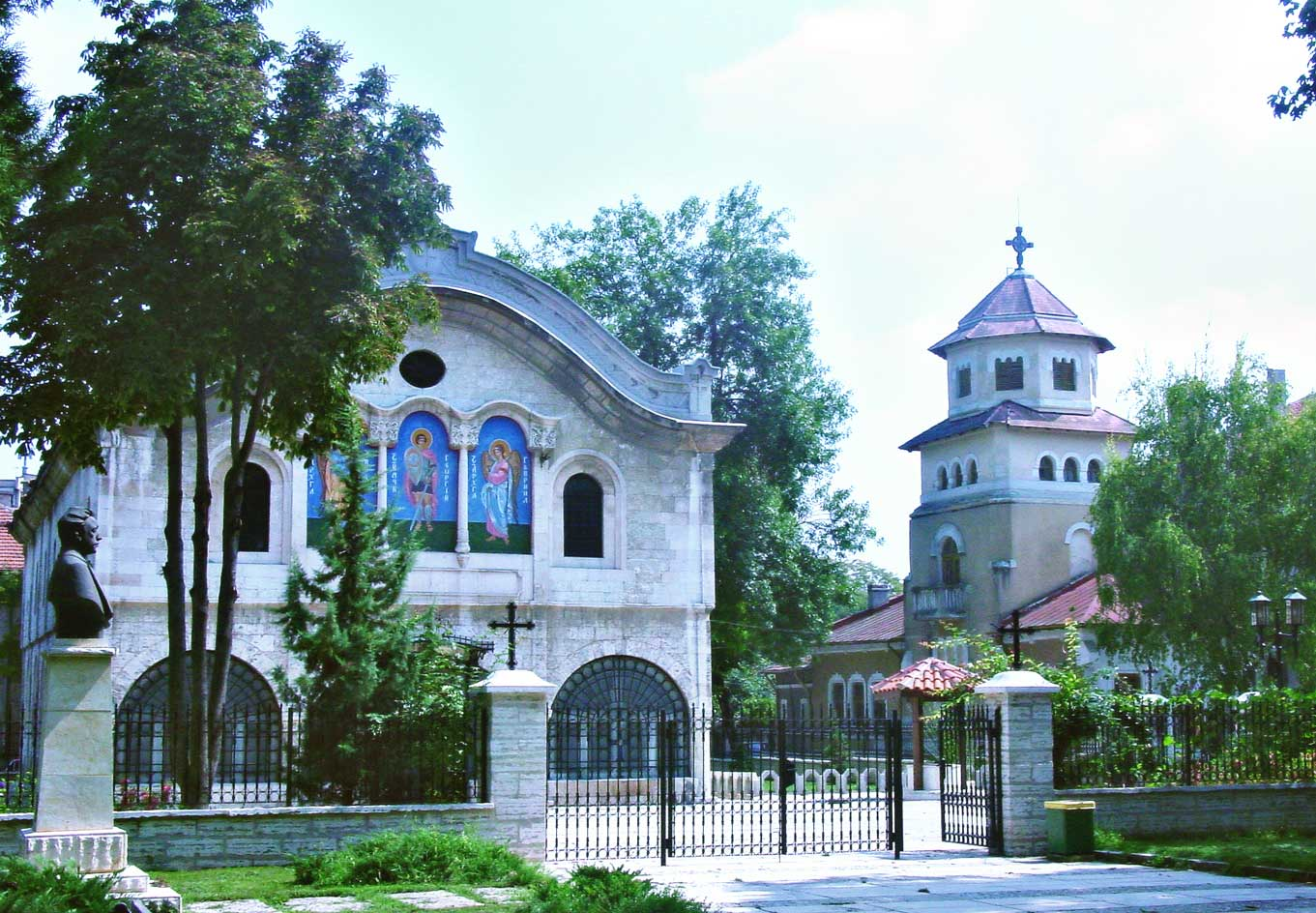
La iglesia de San Jorge en el centro de Dobrich, a la izquierda se encuentra una estatua dedicada a Vasil Levski, esculpida por Kolyo Bogdanov.

Tras el tratado de Bucarest de 1913, confirmado por el tratado de Neuilly de 1919, Dobrich y toda la Dobruja del Sur fueron incorporados a Rumanía hasta 1940, en que fueron devueltas a Bulgaria. Durante el período de dominio rumano, la ciudad adoptó el nombre de Bazargic y fue el centro del condado de Caliacra (Judeţ en rumano). El 25 de septiembre de 1940 el ejército búlgaro entró en la ciudad tras la firma del Tratado de Craiova el 7 de septiembre de 1940; esta fecha es fiesta local en Dobrich.
Durante el período del gobierno comunista tras la Segunda Guerra Mundial, Dobrich fue rebautizada como Tolbukhin (Толбухин) en homenaje al comandante militar Fyodor Tolbukhin. El 19 de septiembre de 1990 un decreto presidencial del gobierno búlgaro devolvió a la ciudad el nombre de Dobrich.
Uno de los principales elementos de la ciudad hoy día es la torre de Dobrich TV.

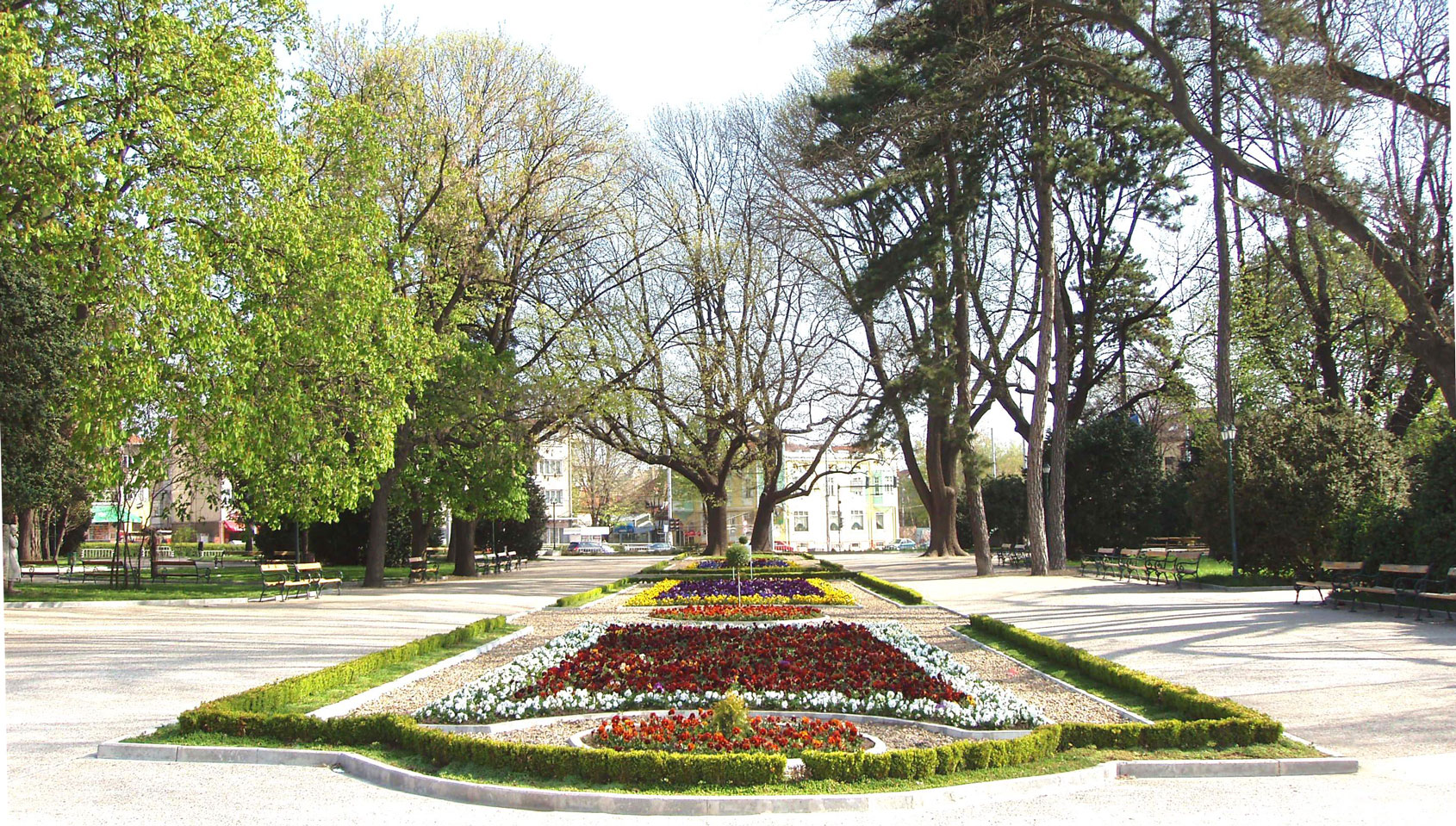
Entrada al parque de Dobrich

## Instituciones

### Educación superior
- Instituto Tecnológico de Dobrudza
- Instituto de Educación de la Universidad Shoumen "Ep. Konstatin Preslavski"
- Universidad Internacional
- Colegio médico (cerrado en el año 2006).

Existen en la ciudad unos 30 institutos, 19 escuelas primarias y 3 guarderías.

## Demografía
| Gráfica de evolución de Dobrich entre 1880 y 2020 |
|                                                   |

El censo de 2001 estima que alrededor de un 86 % de los habitantes de Dobrich son de origen búlgaro, seguidos por una minoría turca de un 8 % y un 3.5 % de romaníes. El porcentaje de cristianos ortodoxos es del 86 % mientras que alrededor de un 10 % de la población son musulmanes.

## Ciudades hermanadas
- Pinsk - Bielorrusia
- Golmud - China
- Zalaegerszeg - Hungría
- Kavadarci - Macedonia del Norte
- Nowy Sącz - Polonia
- Constanza - Rumania
- Saratov - Rusia
- Schaffhausen - Suiza
- Kırklareli - Turquía
- Izmail - Ucrania